# Czerwone Skałki
Czerwone Skałki (775–875 m n.p.m.) - formy skalne w Sudetach Środkowych w Górach Kamiennych w zachodniej części pasma Gór Suchych.

## Położenie
Czerwone Skałki położone na terenie Parku Krajobrazowego Sudetów Wałbrzyskich na wschód od miejscowości Sokołowsko, w zachodniej części Gór Suchych na północno-zachodnim zboczu Suchawy. 
Czerwone skałki (Czerwona Skała - nazwa używana przez miejscowych) są to ciekawe formy skalne występujące na urwiskach stromego zbocza Suchawy. Powstały w wyniku erozji skał porfirowych (latytowych) o dużej twardości a jednocześnie kruchych i podatnych na pękanie. W połączeniu z bardzo stromymi zboczami spowodowało to powstanie urwisk, osuwisk i form skalnych znanych z wyższych gór. Wyglądem przypominające turnie, lub piargi, a nawet grzędy skalne zbliżone do grani. Wśród kilku mniejszych skałek wznosi się najwyższa skała Wielka Baszta, ostaniec latytowy o 33 m wysokości (podnóże 820 m n.p.m.). Na zachód od niej znajduje się ok. 40 m długi Lawiniasty Żleb. Zbiera on wszystkie odłamki skalne, które tworzą u jego podnóża piarg czerwonej skały (80 m długości). W miarę posuwania się na zachód skałki stają się bardziej okazałe. W kilku miejscach tworzą bardzo dobre punkty widokowe w kierunku Karkonoszy.

## Turystyka
- U podnóża piargu znajduje się, niewielka polana, z której doskonale widać Karkonosze, a w bliższym planie Lesistą, Stożek Wielki oraz Mały. Z polanki można zejść w dół do zamku Radosno, albo na zachód do Sokołowska lub na wschód do Przełęczy Trzech Dolin i schroniska Andrzejówka.
- Przez obszar skałek nie prowadzi szlak turystyczny.
- UWAGA! Teren bardzo niebezpieczny - spadające kamienie, kruszyzna. Największe natężenie spadania kamieni marzec-maj - rejon Lawiniastego Żlebu oraz piargu (także poniżej jego dolnej granicy!!).